# Sykia-Talsperre
Die in Bau befindliche Sykia-Talsperre (griechisch φράγμα Συκιάς, Fragma Sykias) ist ein großes Wasserbauprojekt in Griechenland. Mit dem Projekt wird Wasser des Acheloos nach Thessalien übergeleitet und ein ausgedehntes Gebiet mit Energie und Bewässerungswasser versorgt werden.
Das Projekt besteht aus dem Bau eines Steinschüttdamms und einer 952 m langen Wasserrohrleitung aus Beton mit 11 m Durchmesser.
Der Staudamm wird ein Bauwerksvolumen von 9,6 (oder 11,6) Millionen Kubikmetern und einen mittleren Kern aus Lehm haben. Die maximale Gesamthöhe ist 165 (oder 170) m und seine Länge 440 m. Der Sykia-Staudamm wird nahe bei den Dörfern Sykia und Piges in den zentralgriechischen Regionen Arta und Karditsa gebaut. Die geplante Bauzeit für alle Bauarbeiten ist 65 Monate.
Das Wasserkraftwerk soll zwei Turbinen und eine Gesamtleistung von 120 Megawatt bekommen.